# آلساندرو موتی
 آلساندرو موتی (انگلیسی: Alessandro Motti؛ زادهٔ ۲۱ فوریهٔ ۱۹۷۹) یک تنیس‌باز اهل ایتالیا است. 